# Щучье (Жарковский район)
Щучье — деревня в Жарковском районе Тверской области. Административный центр Щучейского сельского поселения.

## История
В 18—19 веках деревня относилась к Смоленской губернии.
В первой половине 19 века (год постройки не установлен) в Щучье был построен каменный храм Успения Пресвятой Богородицы. В настоящее время храм сильно разрушен, не принадлежит Православной Церкви.
На топографической карте Фёдора Шуберта, изданной в 1865 году, обозначена деревня Щучье.
На карте РККА 1941 года обозначена деревня Щучье. Имела 35 дворов.

## География
Деревня расположена на северном берегу озера Щучье, в 20 километрах к юго-западу от районного центра, посёлка Жарковский. Ближайшие населённые пункты — деревни Дуброво, Черетное и Козлово.

## Улицы
Уличная сеть деревни представлена тремя улицами и тремя переулками.
- Зеленая улица
- Прудный переулок
- Кольцевая улица
- Центральная улица
- Приозерный переулок
- Школьный переулок

## Население
| 2010 |
| ---- |
| 216  |

Население по переписи 2002 года — 240 человек. 
Национальный состав
Согласно результатам переписи 2002 года, в национальной структуре населения русские составляли 99 % от жителей.